# Friedrich Hiller
Friedrich Hiller (Monaco di Baviera, 12 marzo 1926 – Bergen, 27 agosto 2019) è stato un archeologo tedesco.

## Biografia
Figlio dello scultore Anton Hiller, studiò filologia classica, archeologia classica e germanistica all'università di Monaco e si laureò nel 1955 con una tesi dal titolo Untersuchungen zur Ornamentik der attischen Vasen des 5. und 4. Jahrhunderts vor Christus ("Indagini sulla decorazione dei vasi attici del V e IV secolo a.C."), relatore Ernst Buschor.
Assistente a Monaco, all'Istituto archeologico germanico di Roma, a quello di Atene, fu poi trasferito all'università di Marburg, dove prese l'abilitazione alla docenza nel 1965. Nel 1967 ottenne la cattedra di archeologia classica all'Università della Saarland di Saarbrücken, rimanendovi fino al pensionamento nel 1995. Fu membro della direzione centrale dell'Istituto archeologico germanico e della Römisch-Germanische Kommission.
Le sue fruttuose campagne di scavi tra gli anni cinquanta e settanta permisero studi e ricerche circa le antichità italiche di Roselle e di Palinuro, insieme a Rudolf Naumann, oltre che importanti scoperte a Didima in Anatolia e a Demetriade, città greca della Tessaglia.
È morto a Bergen, in Alta Baviera, il 27 agosto 2019.

## Principali pubblicazioni
- Untersuchungen zur Ornamentik der attischen Vasen des 5. und 4. Jahrhunderts v. Chr (1955)
- Palinuro. Band 1. Topographie und Architektur, con Rudolf Naumann e Elisabeth Naumann (1958)
- Rusellae. Bericht über die Untersuchungen der Jahre 1957 und 1958, con Rudolf Naumann (1959)
- Formgeschichtliche Untersuchungen zur griechischen Statue des späten 5. Jahrhunderts v. Chr. (1971)
- Normen und Werte, curatore (1982)